# Ron Kennedy Trophy
Die Ron Kennedy Trophy ist die jährliche Auszeichnung für den wertvollsten Spieler (Most Valuable Player) der österreichischen Erste Bank Eishockey Liga. Sie wird seit der Saison 2008/09 verliehen.
Seit der Spielzeit 2009/10 trägt die Auszeichnung den Namen Ron Kennedy Trophy, in Erinnerung an den Spieler und Trainer Ron Kennedy, der am 9. Juli 2009 einem Krebsleiden erlag. Kennedy hatte in den achtziger Jahren in der österreichischen Liga gespielt und war später unter anderem mehrere Jahre lang Trainer der österreichischen Nationalmannschaft und verschiedener Clubs der ÖEHL gewesen. In der Spielzeit 2008/09 hatte er den HC Innsbruck trainiert, hatte die Saison jedoch bedingt durch die fortschreitende Krankheit nicht mehr beenden können.
Der Gewinner der Trophäe wird alljährlich durch eine Wahl unter Eishockey-Fachjournalisten ermittelt.

## Träger der Auszeichnung
| Saison  | Mannschaft             | Spieler                 | Position       |
| 2008/09 | EC Red Bull Salzburg   | Thomas Koch             | Center         |
| 2009/10 | EHC Linz               | Alex Westlund           | Torwart        |
| 2010/11 | Vienna Capitals        | Benoît Gratton          | Center         |
| 2011/12 | HDD Olimpija Ljubljana | John Hughes             | Center         |
| 2012/13 | EC KAC                 | Jamie Lundmark          | Center         |
| 2013/14 | EC VSV                 | Derek Ryan              | Center         |
| 2014/15 | EHC Linz               | Brian Lebler            | Rechter Flügel |
| 2015/16 | Orli Znojmo            | Colton Yellow Horn      | Linker Flügel  |
| 2016/17 | Vienna Capitals        | Riley Holzapfel         | Center         |
| 2017/18 | Vienna Capitals        | Rafael Rotter           | Rechter Flügel |
| 2018/19 | Vienna Capitals        | Peter Schneider         | Rechter Flügel |
| 2019/20 | EC Red Bull Salzburg   | Jean-Philippe Lamoureux | Torwart        |
| 2020/21 | EC KAC                 | Sebastian Dahm          | Torwart        |
| 2021/22 | EC Red Bull Salzburg   | Peter Schneider         | Rechter Flügel |
| 2022/23 | HC Innsbruck           | Brady Shaw              | Flügel         |
| 2023/24 | Pioneers Vorarlberg    | Steven Owre             | Center         |
| 2024/25 | EC VSV                 | John Hughes             | Center         |